# Ляохе
Ляохе́ — річка на північному сході Китаю. Довжина (від витоків Сіляохе) 1 430 км, площа басейну 231 тисяча км². Протікає більшою частиною по рівнині Сунляо, впадає в Ляодунську затоку Жовтого моря.
Середні витрати в нижній течії 630 м³/с; влітку бувають паводки. Використовується головним чином для зрошення. Судноплавна від міста Чженцзятунь (Шуанляо), в гирлі — морський порт Їнкоу.